# Tour Manhattan
De Tour Manhattan, voorheen Tour CB18, is een kantoorgebouw en wolkenkrabber in Courbevoie, La Défense; het zakendistrict van de agglomeratie Parijs.
De Tour Manhattan, gebouwd in 1975, 110 meter hoog, is de eerste toren in La Défense die geen parallellepipedumvorm heeft, maar wel een gebogen silhouet. In feite werden de plaatsen voorzien in het plan van 1964 voor twee torens van de eerste generaties (zoals 24 mx 42 m) uiteindelijk gebruikt om een enkele toren te bouwen, wat de oorspronkelijke vorm verklaart. Het is gebouwd door de Cogedim-groep.
Onderdeel van Claude Zidi's film "L'aile ou la cuisse" werd opgenomen in 1976 tijdens de Tour Manhattan, waar het hoofd van de fictieve cateringgroep Tricatel zit.